# Bartolomeo Cattaneo
Bartolomeo Cattaneo (Grosio (Italia), 30 de enero de 1883 - São Paulo (Brasil),  3 de abril de 1949), conocido en los países hispanohablantes como Bartolomé Cattáneo, fue un aviador italiano de importante trayectoria en los inicios de la aviación en su país, en la Argentina y el Brasil. Fue el primer aviador italiano en recibir un brevet de aviador y la primera persona en cruzar por aire el Río de la Plata.

## Biografía

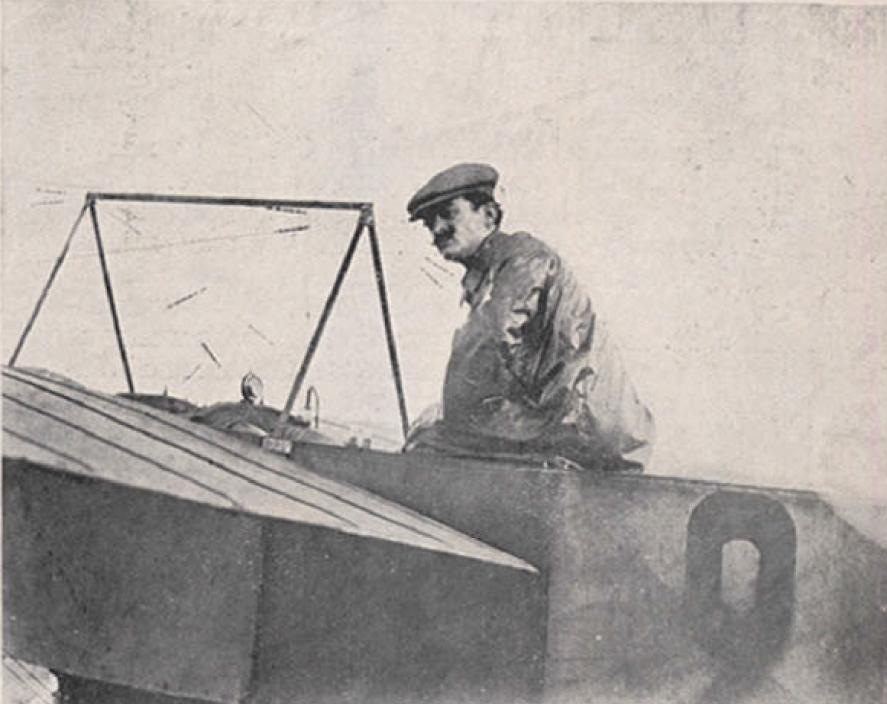
Cattaneo pronto a volar en Chile (1910).

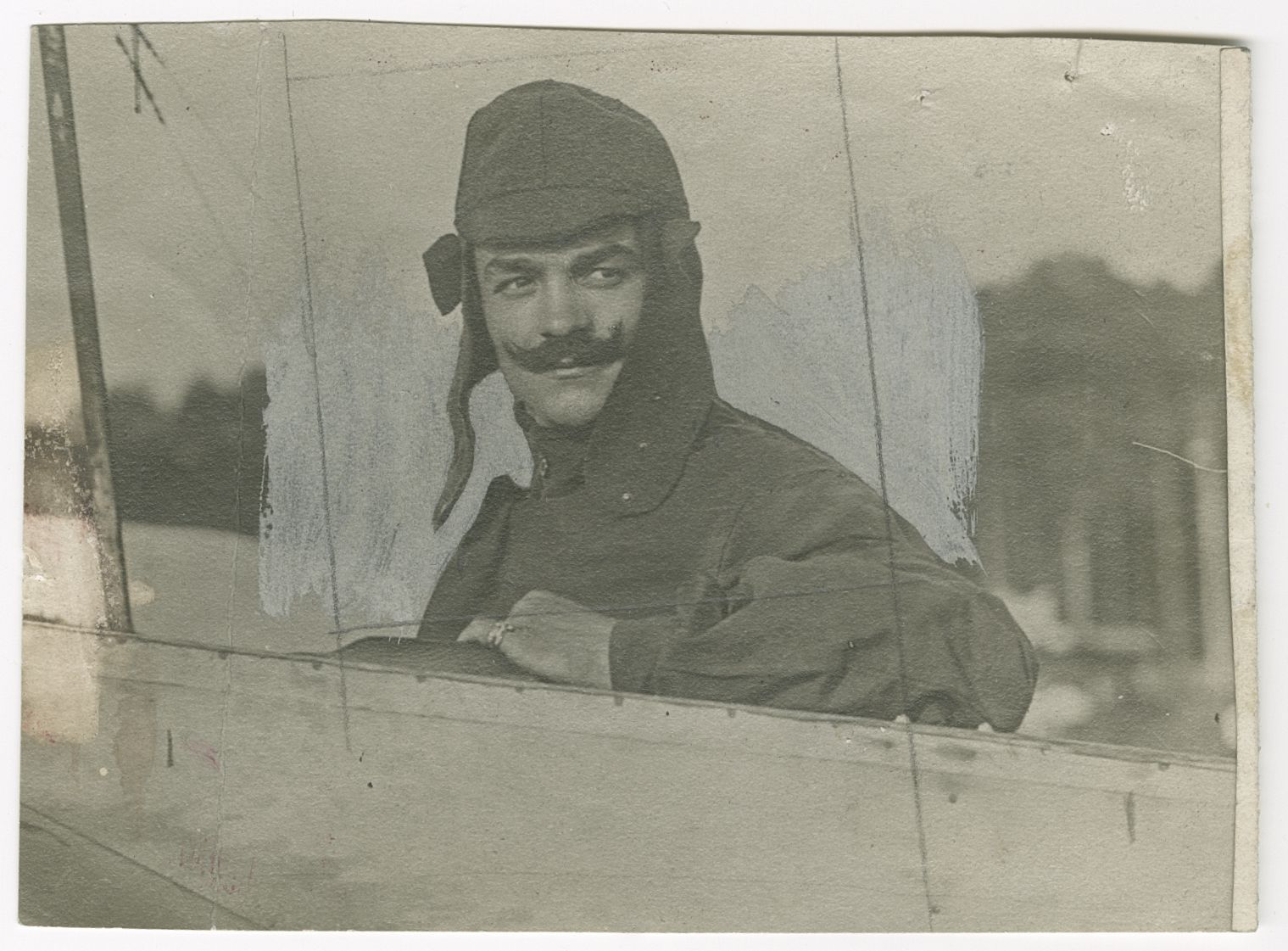

Hijo de Pietro Cattaneo y Buona Perlotti, era de profesión mecánico; fue contratado por Louis Blériot, pionero de la aviación francesa, como su mecánico de confianza. En 1903 participó con Alberto Santos Dumont de las experiências con aeronaves más pesadas que el aire. Acompañó a Blériot por diversas ciudades europeas, por Francia, Rusia y Alemania, hasta 1908.
Recibió su brevet de aviador en la ciudad francesa de Pau, en enero de 1910, tras demostrar su habilidad en un avión construido por Blériot. Para ese entonces ya había participado en numerosos concursos, obteniendo premios en Reims, Lille y Blackpool. En mayo de 1910 batió el récord mundial de altitud en Verona, llegando a los 1.670 m con un monoplano Blériot.
En septiembre de 1910 se realizó una prueba conjunta de varios aviadores para cruzar por primera vez los Alpes, partiendo de Suiza hacia Italia, de la cual participó Cattaneo. El único aviador que lo logró fue el piloto peruano Jorge Chávez, aunque murió al intentar aterrizar. En homenaje al aviador peruano, Cattaneo decidió partir hacia América del Sur a difundir la aviación.
Viajó a la Argentina donde se presentó como instructor de vuelo, y entre sus alumnos estuvo Leopoldo Delphyn, uno de los primeros propietarios de una aeronave en la Argentina. Voló por primera vez en noviembre de 1910, con una aeronave Blériot XI impulsada por un motor Gnome de 50 HP, alcanzando los 1.500 m de altitud y logrando un récord de velocidad. El 8 de diciembre hizo algunos vuelos en la ciudad de Córdoba, en presencia del presidente Roque Sáenz Peña.
El 16 de diciembre —tras un primer intento infructuoso— logró volar desde Buenos Aires hasta Colonia (Uruguay), atravesando el Río de la Plata, en un recorrido de 90 km, aunque debió aterrizar en Cerros de San Juan a reaprovisionarse antes de llegar a Colonia. Con esta hazaña ganó un premio de 100 000 libras que se había acordado al primero que lo lograra.
El 25 de junio del año siguiente realizó el primer vuelo entre Rosario y Buenos Aires en un recorrido de poco más de tres horas. En el mes de diciembre realizó el primer vuelo sobre la ciudad de Santiago de Chile. En septiembre de 1911 se trasladó a Porto Alegre, donde realizó el primer vuelo en esa ciudad. En los días siguientes realizó otros vuelos en Porto Alegre, durante uno de los cuales cayó a tierra, aunque sin daños personales ni sobre el avión.
En diciembre de 1913 realizó el primer vuelo de correo aéreo entre Concepción del Uruguay (Argentina) y Paysandú (Uruguay). Luego realizó una exhibición de loopings en Villa Lugano y en Córdoba, sobrevolando la localidad serrana de Cosquín.
Se alistó como voluntario para combatir en la Primera Guerra Mundial, aunque no llegó a combatir: se desempeñó como instructor de vuelo durante cuatro años. Al terminar la guerra se dedicó a la aviación civil en Milán y Catania.
En 1929 regresó al Brasil, donde se le encargó el levantamiento aerofotográfico de la ciudad de San Pablo, trabajo realizado con una aeronave Caproni. Hizo también exhibiciones acrobáticas en Río de Janeiro, y propuso un proyecto para unir con una línea regular las ciudades de Río de Janeiro, San Pablo, Cuiabá y Corumbá, proyecto que finalmente no pudo llevar adelante. Tomó parte en un movimiento revolucionario en el Brasil.
En 1933 fue uno de los fundadores de la primera compañía aéra comercial de San Pablo, VASP, y se encargó de pilotar los aviones de la línea de San Pablo a Ribeirão Preto, de 300 km de distancia. Tras varios años trabajando como piloto comercial, se jubiló en San Pablo, donde vivió relativamente pobre hasta su fallecimiento en 1949. Fue sepultado en el Cementerio de los Veteranos de la ciudad paulista.
Entre 1917 y 1933, otro Bartolomeo Cattaneo, lejano pariente del aviador, fue delegado apostólico de la Iglesia católica en Australia.